# Батакес
Батакес (ісп. Batáquez, Estación Batáquez) — містечко на північному сході мексиканського штату Баха-Каліфорнія.

## Географія
Розташовується на півночі муніципалітету Мехікалі у пустелі Сонора.

### Клімат
Містечко знаходиться у зоні, котра характеризується кліматом тропічних пустель. Найтепліший місяць — серпень із середньою температурою 31.9 °C (89.4 °F). Найхолодніший місяць — січень, із середньою температурою 13.8 °С (56.8 °F).
| Клімат Батакеса         | Клімат Батакеса | Клімат Батакеса | Клімат Батакеса | Клімат Батакеса | Клімат Батакеса | Клімат Батакеса | Клімат Батакеса | Клімат Батакеса | Клімат Батакеса | Клімат Батакеса | Клімат Батакеса | Клімат Батакеса | Клімат Батакеса |
| Показник                | Січ.            | Лют.            | Бер.            | Квіт.           | Трав.           | Черв.           | Лип.            | Серп.           | Вер.            | Жовт.           | Лист.           | Груд.           | Рік             |
| Абсолютний максимум, °C | 45              | 36              | 45              | 46              | 51              | 55              | 52              | 50              | 50,5            | 50              | 45              | 35              | 55              |
| Середній максимум, °C   | 21,3            | 23,7            | 26,3            | 29,9            | 34,4            | 39,1            | 40,2            | 40              | 38              | 32,8            | 26,1            | 21,3            | 31,1            |
| Середня температура, °C | 13,8            | 15,6            | 17,9            | 21,1            | 24,8            | 29,1            | 31,8            | 31,9            | 29,5            | 24              | 17,8            | 13,9            | 22,6            |
| Середній мінімум, °C    | 6,4             | 7,4             | 9,5             | 12,2            | 15,3            | 19,2            | 23,4            | 23,9            | 21,1            | 15,3            | 9,5             | 6,6             | 14,2            |
| Абсолютний мінімум, °C  | −9              | −6,7            | −4,4            | −8,9            | 0               | 5,6             | 6,7             | 7,8             | 6               | 0               | −1,1            | −5              | −9              |
| Норма опадів, мм        | 11              | 7               | 6               | 2               | 0               | 0               | 2               | 12              | 12              | 11              | 3               | 9               | 75              |
| Днів з дощем            | 1,7             | 1,4             | 1,3             | 0,6             | 0,2             | 0,1             | 0,5             | 1,1             | 0,9             | 1,2             | 0,7             | 1,5             | 11,2            |
| ----------------------- | --------------- | --------------- | --------------- | --------------- | --------------- | --------------- | --------------- | --------------- | --------------- | --------------- | --------------- | --------------- | --------------- |
| Джерело: Weatherbase    |                 |                 |                 |                 |                 |                 |                 |                 |                 |                 |                 |                 |                 |